# Ottman Azaitar
Ottman Azaitar, född 2 februari 1990 i Köln i Tyskland, är en marockansk MMA-utövare som mellan 2018 och 2021 tävlade i organisationen Ultimate Fighting Championship.

## Karriär
Azaitar representeras av Ali Abdelaziz och Dominance MMA. Samma manager som bland andra representerar: Chabib, Zabit, Justin Gaethje, och Kamaru Usman. 

### Brave CF
Azaitar var Brave CF:s lättviktsmästare mellan november 2017 och september 2018 då han fråntogs titeln eftersom han inte försvarat den.

### UFC
I november samma år meddelade Azaitar att han skrivit på för UFC. Premiären skulle dröja nästan ett år då hans första match var mot finnen Teemu Packalén (8-2 totalt, 1-1 i UFC) vid UFC 242 i september 2019. En match Azaitar vann övertygande via en brutal KO efter dryga tre minuter i första ronden.
Nästa match i UFC gick mot Khama Worthy. De två skulle först ha mötts på underkortet vid UFC 249 men på grund av coronaviruspandemin tvingades den matchen ställas in. Istället möttes de vid UFC Fight Night 177 i september 2020. Worthy var favorit i matchen, men Azaitar avslutade Worthy via TKO redan i första minuten av första ronden.

#### Avsked från UFC
Azaitar var planerad att gå en match mot Matt Frevola vid UFC 257 mot men dagen innan matchen meddelade Dana White via BT Sport att han strukits från kortet och avskedats från företaget för att ha "begått brott mot hälso- och säkerhetsprotokollen". White lät meddela att de upptäckt en obehörig person iklädd ett armband från Azaitar på hotellet där fajterna bodde. Han hade hoppat via ett flertal balkonger till Azaitars balkong och levererat en väska till rummet. Till följd av detta valde Dana White att stryka Azaitar från kortet och avskeda honom med omedelbar verkan.

### Mästerskap och utmärkelser

#### Titlar
- Lättviktsmästare Brave CF, 17 november 2017 till 19 september 2018
  - Fråntogs titeln då han inte försvarade den

#### Performance of the Night
1. Mot  Teemu Packalén vid UFC 242, 7 september 2019, i lättvikt

2. Mot  Khama Worthy vid UFC Fight Night 177, 12 september 2020, i lättvikt

## Tävlingsfacit
| Resultat | Facit | Motståndare              | Metod                    | Evenemang                              | Datum             | Rond | Tid  | Plats                               | Notering             |
| -------- | ----- | ------------------------ | ------------------------ | -------------------------------------- | ----------------- | ---- | ---- | ----------------------------------- | -------------------- |
| Vinst    | 1–0   | Patrick Talmon (GER)     | TKO (slag)               | Showdown FC: Fight Night               | 7 juni 2014       | 1    | 0:19 | Mannheim, Tyskland                  |                      |
| Vinst    | 2–0   | Alexander Vogt (GER)     | TKO (Klappar ut av slag) | Fair FC: 2                             | 1 november 2014   | 2    | 4:01 | Herne, Tyskland                     |                      |
| Vinst    | 3–0   | Ilbey Akdas (GER)        | KO (slag)                | Fair FC: 3                             | 28 mars 2015      | 1    | 0:14 | Rheinberg, Tyskland                 |                      |
| Vinst    | 4–0   | Serge Dali (FRA)         | Submission (rear-naked)  | GMC: 6                                 | 18 april 2015     | 1    | 3:30 | Castrop-Rauxel, Tyskland            |                      |
| Vinst    | 5–0   | Christoph Hector (GER)   | Submission (giljotin)    | Tempel Fight School: Mix Fight Gala 18 | 5 juni 2015       | 1    | 2:57 | Fulda, Tyskland                     |                      |
| Vinst    | 6–0   | Ramūnas Paliunis (LIT)   | TKO (slag)               | Fair FC: 4                             | 28 november 2015  | 1    | 1:16 | Rheinberg, Tyskland                 |                      |
| Vinst    | 7–0   | Łukasz Szczerek (POL)    | TKO (slag)               | GMC: 8                                 | 16 april 2016     | 1    | 0:56 | Castrop-Rauxel, Tyskland            |                      |
| Vinst    | 8–0   | Kevin Koldobsky (ARG)    | Domslut (enhälligt)      | Brave CF 2                             | 2 december 2016   | 3    | 5:00 | Isa Town, Bahrain                   |                      |
| Vinst    | 9–0   | Charlie Leary (ENG)      | TKO (slag)               | Brave CF 4                             | 31 mars 2017      | 1    | 2:22 | Abu Dhabi, Förenade Arabemiraten    |                      |
| Vinst    | 10–0  | Alejandro Martinez (MEX) | TKO (slag)               | Brave CF 9                             | 17 november 2017  | 3    | 1:16 | Isa Town, Bahrain                   | Vann lättviktstiteln |
| Vinst    | 11–0  | Danijel Kokora (SER)     | KO (slag)                | Brave CF 14                            | 18 augusti 2018   | 1    | 0:32 | Tanger, Marocko                     | Weltervikt           |
| Vinst    | 12–0  | Teemu Packalén (FIN)     | KO (slag)                | UFC 242                                | 7 september 2019  | 1    | 3:33 | Fight Island, Förenade Arabemiraten | Lättvikt             |
| Vinst    | 13–0  | Khama Worthy (USA)       | TKO (slag)               | UFC Fight Night: Waterson vs. Hill     | 12 september 2020 | 1    | 1:33 | Las Vegas, NV, USA                  | Andra huvudmatch     |